# Sceliphron destillatorium
Sceliphron destillatorium är en biart som först beskrevs av Johann Karl Wilhelm Illiger 1807.  Sceliphron destillatorium ingår i släktet Sceliphron och familjen grävsteklar. Inga underarter finns listade i Catalogue of Life.

## Bildgalleri

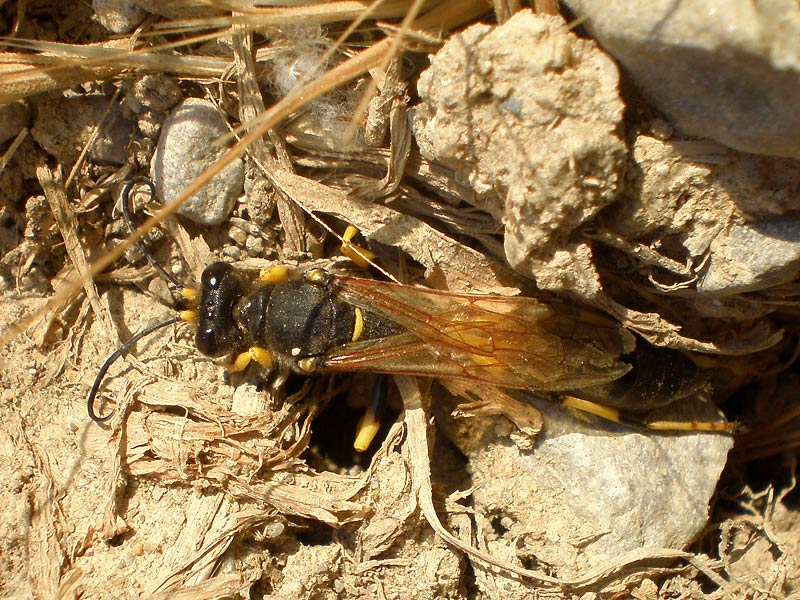
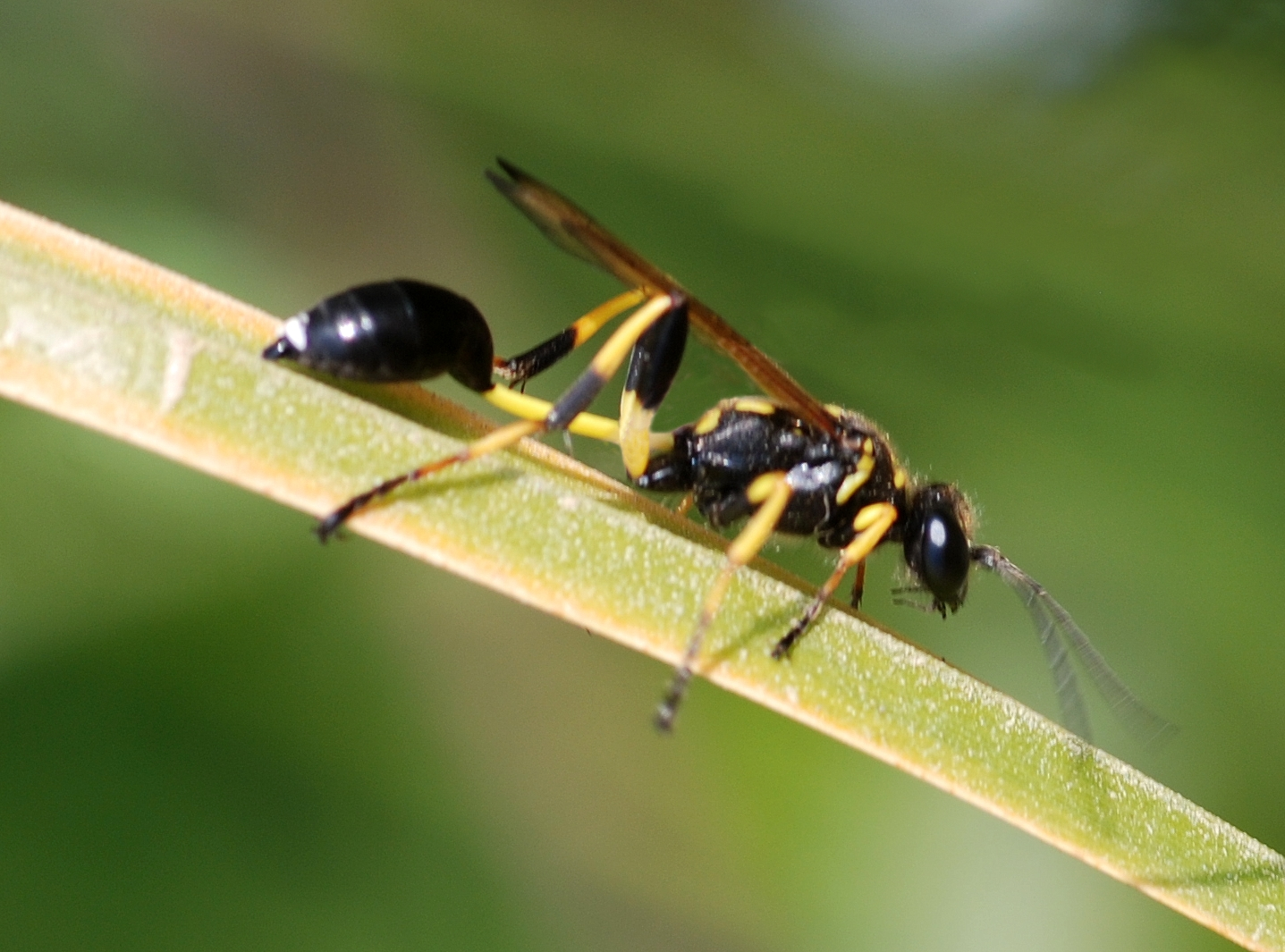
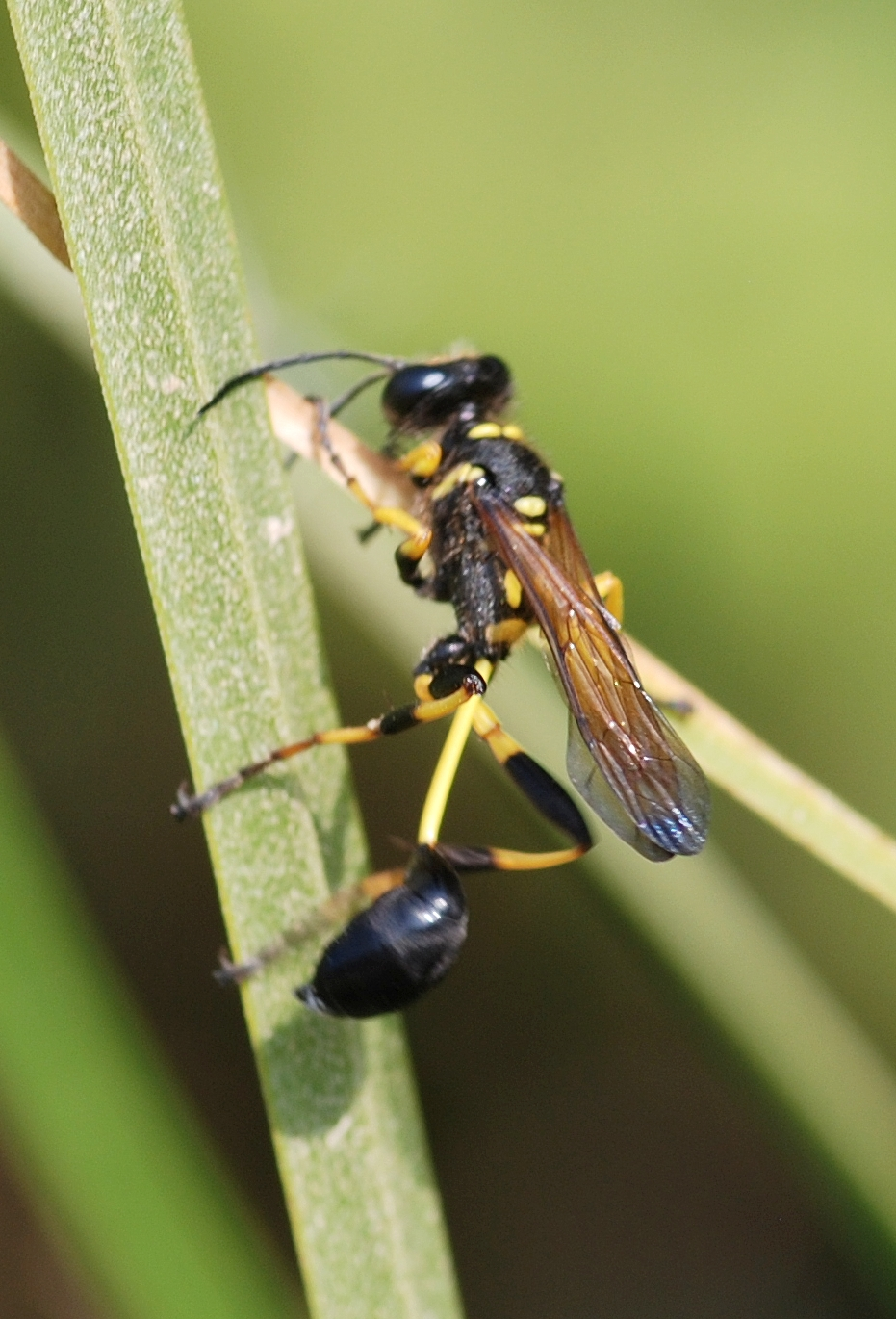